# Análise de filmes finos por reflexão de Raios X

## Motivação
Análise de filmes finos por reflexão de Raios X ou XRR (do inglês, x ray reflectometry) é uma técnica de análise de materiais para filmes finos não destrutiva para determinação da espessura, rugosidade e densidade. É muito efetiva para filmes entre 2 e 200 nm com precisão de 1 a 3 Å.

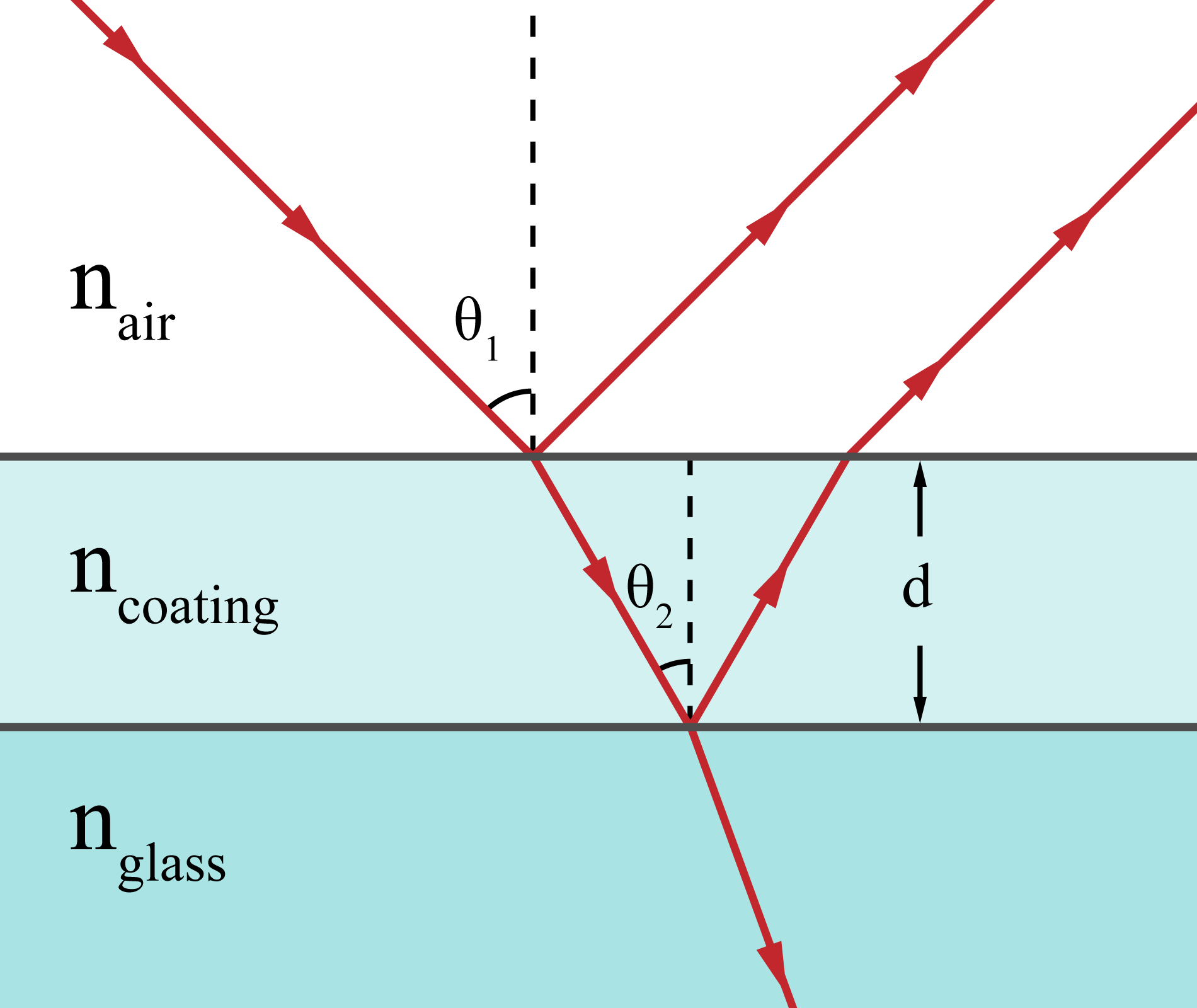
Feixe incidente sobre a amostra. Ocorrendo reflexão e refração nas interfaces.

O princípio da técnica é ter uma fonte de raios-x emitindo sobre uma amostra a ser analisada e um detetor sensível ao sinal gerado. A reflexão segue a Lei de Bragg, onde temos o feixe incidente e o feixe refletido na mesma angulação em relação à amostra.
Para ângulos superiores ao ângulo crítico o feixe incidente reflete e refrata na superfície do filme. Ao mesmo tempo em que o feixe refratado, identicamente, reflete e refrata nas interfaces internas filme/substrato ou camada/camada. Os feixes refletidos na superfície de cada interface interferem entre si e esse padrão de interferência é registrado pelo detetor.
A faixa angular padrão de obtenção de dados é de 0º a 5º.
A partir desse padrão de interferência de ondas refletidas por diferentes interfaces da amostra conseguimos tirar as informações necessárias que buscamos.
Esse tipo de análise permite que refinemos nosso controle sobre construção de filmes finos na medida em que é possível, dinamicamente, observar como alterações feitas nos parâmetros de deposição afetam, de fato, o filme.

## Espessura
A espessura é obtida a partir de um tratamento matemático computacional de dados. O método da Transformada rápida de Fourier (FFT) é usada para analisar a periodicidade dos picos referentes às franjas de interferência e nos devolve a análise de frequência para que elas mais se repetem. Como sabemos a frequência do feixe emitido pela fonte podemos chegar na espessura do filme. Essas franjas são formadas pela interferência construtiva entre as ondas refletidas. No caso de filmes com mais de uma camada, as franjas são detectadas com frequências compostas pela interação construtiva e destrutiva simultaneamente de ondas de diferentes interfaces. A "FFT" nos entrega as frequências para cada camada, logo a espessura de cada uma.

## Densidade
A densidade do material que compõe o filme altera a penetração do r-x de forma que um material mais denso, por exemplo, terá um ângulo crítico maior e uma maior altura média dos picos de sinal referente às franjas.
A determinação da densidade em filmes finos é complexa, pois o filme não tem o mesmo valor de densidade da tabela periódica. Programas de simulação usam diversos métodos numéricos para aproximar valores de dispersão e absorção onde a densidade eletrônica e a concentração atômica tem grande importância para aproximar a densidade.

## Rugosidade
A rugosidade de um filme fino é observada em um conjunto de dados de refletometria à medida que o espalhamento superficial do feixe incidente causa a queda do sinal obtido pelo detetor. Quão mais rugoso é o filme mais rápido o sinal perde intensidade. Essa intensidade refletida vai se desviar do valor de refletividade previsto pela Lei de Fresnel. Essa diferença pode ser analisada para obter o perfil de densidade da interface normal à superfície.

### Artigos relacionados
- Raios X
- Reflexão
- Refração
- Óptica
- Lei de Bragg
- Refletividade de raios X